# Great Longstone
Great Longstone è un villaggio e parrocchia civile dell'Inghilterra, appartenente alla contea del Derbyshire.